# Timoteij
Timoteij é um grupo etno-pop sueca fundada em 2008. O grupo é composto por quatro mulheres, Cecilia Kallin, Bodil Bergström, Elina Thorsell e Johanna Pettersson, todas nascidas em 1991. Pettersson deixou o grupo em 2014.

## História
O grupo foi formado em Dezembro de 2008 por Cecilia Kallin, Bodil Bergström, Elina Thorsell e Johanna Pettersson, que na altura eram colegas de faculdade.
Timoteij participaram do Melodifestivalen 2010 com Kom e terminaram em primeiro na terceira semi-final em Gotemburgo, e, portanto, avançou para a final no Globe Arena em Estocolmo. A canção terminou em 5 º lugar com um total de 95 pontos. Ela acabou por ser escolhido para representar a Suécia no OGAE Second Chance Contest e terminou em primeiro lugar.
Participaram novamente no Melodifestivalen 2012 com "Stormande hav", não conseguindo passar à final. Em 2014, Johanna Pettersson deixou o grupo para se dedicar à dança.

## Membros
- Cecilia Kallin - guitarra, voz
- Bodil Bergström - acordeão, voz
- Elina Thorsell - flauta, vocais

## Discografia

### Álbuns
| Ano  | Álbum | Posições |
| Ano  | Álbum | SWE      |
| ---- | --- | -------- |
| 2010 | Längtan - 1º álbum de estúdio - Data de lançamento: 28 de Abril de 2010 - Gravadoras: Universal/Lionheart International - Género: Pop | 1        |
| 2012 | Tabu - 2º álbum de estúdio - Data de lançamento: 16 de Maio de 2012 - Gravadoras: BGR/Musiccenter Records - Género: Pop               | 2        |

### Singles
| Ano  | Single                    | Posições | Álbum   |
| Ano  | Single                    | SWE      | Álbum   |
| ---- | ------------------------- | -------- | ------- |
| 2010 | "Kom"                     | 2        | Längtan |
| 2010 | "Högt över ängarna"       | 3        | Längtan |
| 2011 | "Het"                     | -        | Tabu    |
| 2012 | "Stormande hav"           | 34       | Tabu    |
| 2012 | "Tabu"                    | -        | Tabu    |
| 2012 | "Jag kommer hem till Jul" | -        | N/A     |
| 2015 | "Wildfire"                | -        | N/A     |